# بيل باتريك (معلق رياضي)
بيل باتريك (بالإنجليزية: Bill Patrick)‏ هو معلق رياضي أمريكي، ولد في 12 نوفمبر 1955.